# Emanuelův Dvůr

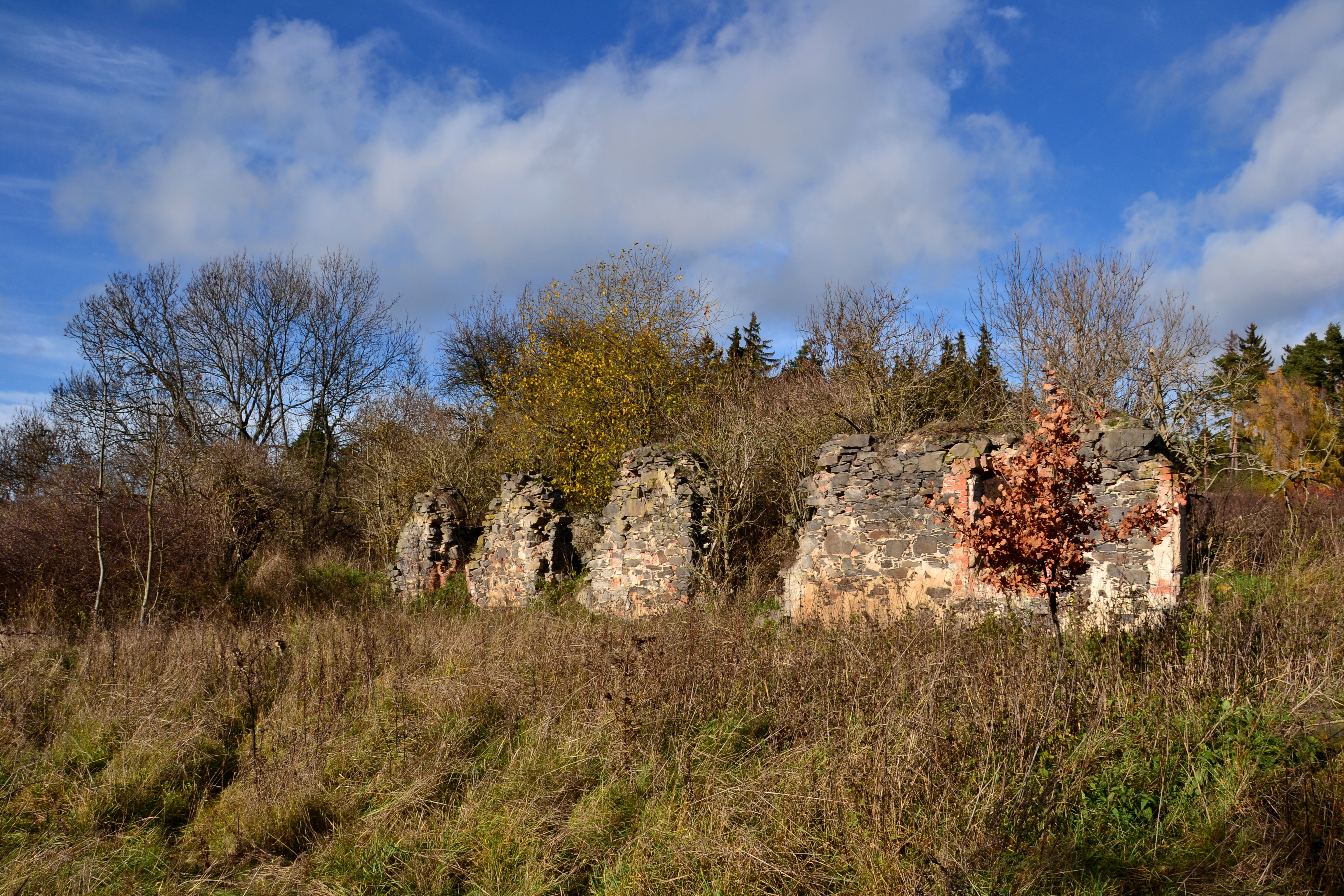
Ruine des Meierhofes

Emanuelův Dvůr, auch Emánkov, (deutsch Emanuelshof, volkstümlich Mandeldorf) ist eine Wüstung auf dem Gebiet der Stadt Mašťov (Maschau) in Tschechien. Das erloschene Dorf lag elf Kilometer westlich von Podbořany (Podersam) im Okres Chomutov. 

## Geographie
Emanuelův Dvůr befand sich rechtsseitig über dem Tal des Baches Leska (Grundbach) auf einer Hochfläche in den östlichen Ausläufern des Duppauer Gebirges. Gegen Süden fließt der Bach Rohozecký potok. Die Wüstung liegt an der Grenze zum Truppenübungsplatz Hradiště im Naturpark Doupovská pahorkatina. Südöstlich erhebt sich der Pod Lesem (542 m n.m.), im Südwesten die Číhana (Hohe Lauer; 749 m n.m.) und der Lange Berg (757 m n.m.), westlich der V Rezervaci (Grünesrank; 732 m n.m.) und die Jedlová (Tannenkoppe; 720 m n.m.) sowie im Nordwesten die Houšťka (Hundsbusch; 557 m n.m.) und die Lopota (Schwilsberg; 641 m n.m.).
Nachbarorte waren Dobřenec (Dobrenz) im Norden, Chmelištná (Chmelischen) im Nordosten, Nepomyšl (Pomeisl) im Osten, Dvérce (Wärzen) und Podbořanský Rohozec (Deutsch Rust) im Südosten, Střelnice (Schützhäusl) im Süden, Kopáčov (Kopitschau) und Jeseň (Gässing) im Südwesten, Bukovina (Buckwa) und Mětikalov (Meckl) im Westen sowie Řednice (Rednitz) und Konice (Kunitz) im Nordwesten.

## Geschichte
Emanuelshof wurde wahrscheinlich in der zweiten Hälfte des 18. Jahrhunderts durch den Besitzer der Herrschaft Schönhof, Prokop Adalbert Czernin von und zu Chudenitz, gegründet. Eine Benennung nach seinem Großcousin Emanuel Felix von Lobkowitz (1771–1773) ist naheliegend. Im Jahre 1777 erbte Johann Rudolf Czernin von und zu Chudenitz die Herrschaft. Die älteste nachweisliche Erwähnung des Weilers erfolgte 1787 in der Topographie des Königreichs Böhmen. Zu dieser Zeit bestand Emanuelshof aus 10 Häusern mit einem Meierhof und einem Jägerhaus. 1845 fiel das Czerninsche Familienfideikommisserbe Eugen Czernin von und zu Chudenitz zu. 
Im Jahre 1846 bestand das im Saazer Kreis gelegene Dorf Emanuelsdorf, im Volksmund Mandeldorf genannt, aus 11 Häusern mit 66 deutschsprachigen Einwohnern. Im Ort gab es den verpachteten Meierhof Mandelhof und ein dominikales Jägerhaus. Pfarrort war Maschau. Bis zur Mitte des 19. Jahrhunderts blieb Emanuelsdorf der Fideikommissherrschaft Schönhof und Miltschowes untertänig.
Nach der Aufhebung der Patrimonialherrschaften bildete Emanuelshof ab 1850 einen Ortsteil der Gemeinde Dobrenz im Gerichtsbezirk Duppau. 1868 wurde Emanuelshof dem Bezirk Kaaden zugeordnet. 1869 bestand das Dorf aus 13 Häusern und hatte 104 Einwohner. Haupterwerbsquellen waren der Feldbau sowie die Bienen- und Schafzucht. Etliche der Bewohner waren Landarbeiter vom Mandelhof. Im Winter verdiente sich ein Teil der Einwohner ihr Geld als Holzfäller oder in der Buckwaer Sägemühle. Der Schulunterricht erfolgte in Deutsch Rust. Im Jahre 1900 hatte Emanuelshof 69 Einwohner, 1910 waren es 86. Nach dem Ersten Weltkrieg zerfiel der Vielvölkerstaat Österreich-Ungarn, das Dorf wurde 1918 Teil der neu gebildeten Tschechoslowakischen Republik. Beim Zensus von 1921 lebten in den 14 Häusern von Emanuelshof 92 Deutsche. Das Zentrum des Ortes bildete der Dorfanger mit Holzkreuz und Ententeich. Auf dem Wohnhaus des Mandelhofes befand sich eine Dachlaterne mit der Dorfglocke. Durch das Dorf verlief die Bezirksstraße von Duppau über Buckwa nach Pomeisl und Podersam. 1930 lebten in den 15 Häusern von Emanuelshof 107 Personen, davon 104 Deutsche und drei Tschechen. Nach dem Münchner Abkommen wurde Emanuelshof im Oktober 1938 dem Deutschen Reich zugeschlagen und gehörte bis 1945 zum Landkreis Kaaden. Nach dem Ende des Zweiten Weltkrieges kam Emanuelshof zur wiedererrichteten Tschechoslowakei zurück. Nach der Aussiedlung der deutschen Bewohner wurde das Dorf kaum wiederbesiedelt. 1950 lebten in den 14 Häusern von Emanuelshof nur noch sechs Personen. Im selben Jahre wurde Emanuelshof im Zuge der Errichtung des Truppenübungsplatzes Hradiště zusammen mit Dobřenec der Gemeinde Kadaňský Rohozec als Ortsteil zugewiesen. Die Umbenennung in Emanuelův Dvůr erfolgte in den 1950er Jahren, wobei die Einheimischen den Ort meist Emánkov nannten. In dieser Zeit wurde in der nahegelegenen Sandgrube ein Luftschießplatz angelegt; am 4. Mai 1955 stürzte dort bei einer Übung eine MiG-15 des Jagdfliegerregiments Žatec ab. Bei der Gebietsreform von 1960 erfolgte die Aufhebung des Okres Kadaň; die drei Dörfer der Exklave von Kadaňský Rohozec wurden der angrenzenden Gemeinde Mašťov und dem Okres Chomutov zugeordnet. Im Jahre 1961 hatte das Dorf nur noch vier Einwohner, der Mandelhof diente in den 1960er Jahren als Schäferei mit ca. 800 Schafen. Der Luftschießplatz wurde 1968 aufgegeben. Seit 1970 war Emanuelův Dvůr unbewohnt. Zum 1. Januar 1979 wurde der Ortsteil Emanuelův Dvůr aufgehoben und für erloschen erklärt. 
Die meisten der Häuser wurden in den 1970er Jahren abgebrochen. Erhalten sind auf der verbuschten Dorfstelle einige Ruinen und Reste von Kellern. 

## Ortsgliederung
Die Wüstung Emanuelův Dvůr ist Teil des Katastralbezirkes Dobřenec.

## Ehemalige Denkmale
- Hölzernes Kreuz auf dem Dorfplatz, es war von vier Eschen umgeben.